# Padang Beriang
Padang Beriang is een bestuurslaag in het regentschap Bengkulu Selatan van de provincie Bengkulu, Indonesië. Padang Beriang telt 902 inwoners (volkstelling 2010).